# Batu Khan
Batu Khan (født omkring 1205, død 1255; mongolsk: Бат хаан, Bat haan, kinesisk: 拔都汗; pinyin: Bádū Hán; russisk: хан Баты́й) var en mongolsk hersker og grundlægger af Den Gyldne Horde, en del af Det Mongolske Kejserdømme. Batu var søn af Jochi og derved barnebarn af Djengis Khan. Hans horde regerede over Kijevriget, Det Volgabulgarske rige, Det Kumanske rige og Kaukasus i ca. 250 år.

## Opvækst og yngre år
Da Djengis Khans søn Jochi døde, regerede Jochi over Kiptjak-khanatet, også kaldet Den Gyldne Horde. Djengis Khan fordelte Jochis besiddelser til Jochis sønner Batu og storebroren Orda. Orda blev tildelt de østlige dele af riget (Den Hvide horde) beliggende ca. mellem Volga og Balkhasjsøen, og Batu regerede Den Gyldne Horde vest for Volga. Djengis Khans yngste bror, Temüge, deltog i Batus kroningsceremoni som Djengis Khans officielle repræsentant ved kroningen.
I 1229 sendte Djengis Khans tredje søn Ögödei 30.000 mand for at undertvinge sig stammerne ved den nedre del af Uralfloden. Ifølge Abu al-Ghazi Bahadur (1603–1663), efterkommer af Djengis Khan og udgiver af værker om slægten, sluttede Batu Khan sig til Ögödeis felttog mod Jin-dynastiet i det nordlige Kina med Batus lillebror kæmpede mod basjkirerne, kumanerne, bulgarerne og alanerne i vest. På trods af stor modstand lykkedes det mongolerne at erobre jurchenernes største byer og at indgå en alliance med basjkirerne. I 1230'erne fordelte Ögödei land i Shanxi til Batu og til andre af Jochis familie og efterkommere.

## Erobringen af Kijevriget
Efter afslutningen af mongolernes krig mod Jin-dynastiet i 1234 beordrede Den store khan Ögödei Batu at erobre nationerne i vest. Batu havde tidligere erobret Krim-halvøen og samlede i 1235 en hær på mere end 100.000 mand, der skulle erobre Europa. Efter ordre fra Ögödei sluttede flere af Batus familiemedlemmer og flere højtstående generaler sig til Batu. Hæren, der var under kommando af Subutai, krydsede Volga og invaderede Volga-Bulgarien i 1236. Det tog hæren et år at nedkæmpe modstand fra volgabulgarerne, kiptjakkerne og alanerne.
I november 1237 sendte Batu Khan udsendinge til Jurij 2.'s hof i Vladimir-Suzdal og forlangte troskab fra Jurij. Da Jurij afviste at overgive sig til mongolerne, belejrede den mongolske hær Rjazan. Efter et seks dage langt blodigt slag blev byen fuldstændig ødelagt; den genvandt aldrig sin tidligere betydning. Da Jurij 2. hørte om invasionen, sendte han sine sønner mod den indtrængende horde, men uden at dette kunne bremse de indtrængende mongoler. Efter at have nedbrændt Kolomna og Moskva belejrede horden Vladimir-Suzdals hovedstad den 4. februar 1238. Tre dage efter var byen indtaget og brændt ned til grunden. Den kongelige familie omkom ved branden mens storfyrst Jurij 2. flygtede nordpå. Han samlede herefter en hær, der den 4. marts 1238 tog kampen op mod mongolernes hær ved slaget ved Sit i 1238. Batu Khans mongolske styrker udslettede Jurijs hær og dræbte Jurij.
Efter slaget ved Sit opdelte Batu Khan sin hær i mindre enheder, der plyndrede en lang række russiske byer, bl.a. Rostov, Jaroslavl, Kostroma, Pereslavl-Zalesskij, Jurjef-Polskij, Volokolamsk og Tver. De eneste større byer, der undgik plyndring var Smolensk, der overgav sig til mongolerne og accepterede at betale tribut og Novgorod med Pskov, som mongolerne ikke kunne nå grundet de store afstande og mellemliggende sumpområder.
I sommeren 1238 hærgede Batu Khan byerne på Krim og opnåede kontrol kumanerne, der kontrollerede den Pontisk-kaspiske slette. Under vinteren 1239 hærgede han Tjernigov og Perejaslav. Efter flere dages belejring stormede mongolerne i december 1940 Kijev. På trods af hård modstand fra Daniel af Galicien lykkedes det Batu Khan at tage de to primære byer i Daniels fyrstendæmme, Halytj og Volodymyr. De rutenske fyrstendommer blev vasaler af Mongolernes imperium.

## Invasion af Centraleuropa
Efter erobringen af de russiske fyrstedømmer og steppeområderne i syd flygtede mange kumanere til Ungarn. Batu sendte mindst fem udsendinge til den ungarske konge Béla 4., men alle blev dræbt. Batu Khan sendte en sidste beske til Béle med krav om, at kumanerne blev sendt tilbage og advarede Béla: "Det er nemmere for kumanerne at undslippe end det er for dig ... Du gemmer dig i huse og har faste byer og fæstninger, så hvordan vil du flygte fra mig?" Batu Khan besluttede herefter at "nå det sidste hav", der var grænsen for mongolernes ekspansion, hvilket indebar erobring af hele Europa.
Efter at have hærget de russiske fyrstendømmer sendte Subutai og Batu spioner ind i Polen, Ungarn og Østrig for at forberede et angreb på Centraleuropa. Med et godt overblik over forholdene i de europæiske kongedømmer lagde den en dygtig strategi for et angreb. Batu Khan var den overordnede leder, men Subutai var øverstkommanderende på slagmarken. Mongolerne invaderede Centraleuropa i tre grupper. Den ene invaderede og hærgede Polen, hvor mongolerne besejrede en hær under Henrik 2. af Nedre Schlesien. En anden gruppe gik over Karpaterne, og den tredje gruppe gik op ad Donau. De mongolske hære fejede hen over Ungarns sletter henover sommeren, og i foråret 1242 genvandt de fremdriften og fik kontrol over Østrig og Dalmatien, ligesom de invaderede Mähren.
Mens den nordlige styrke under Ögödeis søn Khadan og Baidar, søn af Chagatai, vandt Slaget ved Legnica, og en anden hær ledet af Güyük eller Büri triumferede i Transsylvanien, forberedte Subutai endnu en sejr over magyarerne, kroaterne og templarerne på den ungarske slette. I 1241 krydsede en tatarisk (mongolsk) hær ledet af Bujek bjergene i Kara Ulagh, hvor Bujek besejrede valakkerne. Den mongolske hær blev dog besejret af Ivan Asen 2. fra det Andet Bulgarske Rige kort efter. Efter belejringen af Pest trak Batus hær sig tilbage til Sajófloden, hvor de påførte kong Béla 4. et stort nederlag ved slaget ved Mohi den 11. april. Khadan, Baidar og Orda tog til Ungarn og ødelagde Moravia undervejs. Mongolerne udnævnte en darughachi (en slags guvernør) i Ungarn og prægede mønter i Khagans navn. Batu Khan gav Béla 4.'s land blev Orda som appanage; Batu sendte Khadan til at forfølge den flygtende Béla, der var flygtet.
De mongolske styrker holdt styrkerne fra Det Hellige Romerske Rige og Østrig i skak. Under sit felttog i Centraleuropa krævede Batu, at den hellige romerske kejser, Frederik 2., detroniserede sig selv og sagde: "Jeg kommer for at tilrane dig din trone i stedet for dig". Frederik svarede blot, at Batu Khan han ville blive en god falkoner, for han forstod fugle udmærket. Kejseren og pave Gregor 9. opfordrede til et korstog mod det mongolske imperium, men Europa var plaget af interne stridigheder og af pest. Subutai opnåede varig berømmelse med sine sejre i Europa, som han havde i det østlige Persien.
I slutningen af 1241 var Batu og Subutai ved at færdiggøre planer om at invadere Østrig, Italien og Tyskland, da nyheden kom om Ögödei Khans død samme år nåede dem. Batu ønskede at fortsætte krigen, men Subutai forlangte at han drog tilbage til rigets midte. Mongolerne trak sig tilbage i det sene forår i 1242. Batu og Subutai blev tilbagekaldt til Karakorum, hvor der blev afholdt en kurultaj, en slags mongolsk stænderforsamling.

## Khan for det vestlige del af riget forholdet til stor-khan Güyük
Under tilbagetrækningen fra Ungarn gjorde Batu ophold ved Volgas breder. Han meddelte, at han ikke kunne deltage i den forestående kurultaj til valg af den nye stor-khan for Det mongolske rige, hvilet forsinkede udpegelsen af en ny stor-khan i flere år, indtil Güyük i 1246 blev valgt til stor-khan. Batu koncentrerede sig i stedet om at konsolidere sine erobringer i Asien og i Ural.
Batu blev udpeget til khan for alle rigets vestlige dele. Som khan var han undergivet stor-khanen. Batu havde ansvaret for relationerne til de russiske fyrster og fyrsterne i Kaukasus og udpegningen af guvernører i Persien. Batu udfordrede dog aldrig Güyüks autoritet.
Efter sit ophold ved Volga og konsolidering af magten i områderne omkring Ural vendte Batu tilbage til de mere vestlige egne og bosatte sig i Saraj. Han forlangte i 1243, at den russiske storfyrste Jaroslav 2. kom til Saraj. Under mødet i Saraj bekræftede Batu Jaroslavs status som Storfyrste af Vladimir-Suzdal, men med fyrstendømmet som vasalstat til Den Gyldne Horde. I 1246 blev Jaroslav 2. af Batu sendt til hoffet i Karakorum for at være til stede under kroningen af Güyük Khan i 1246; Jaroslav blev forgivet i Karakorum og døde der.
Forholdet mellem Batu kahn og Güyük blev imidlertid forværret. Batus udpegninger af guvernører og herskere i Kaukasus og Persien blev omgjort af Güyük, og Güyük erstattede embedsmænd i Persien og Kaukasus med sine egne mænd. Da Güyük begyndte at bevæge sig vestpå, blev Batu advaret om, at han var målet for Güyüks rejse. Da Güyük senere beordrede Batu til at møde ham, rejste Batu langsomt mod Güyüks residens. Kort inden mødet mellem Güyük og Batu døde Güyük pludseligt. Ifølge William af Rubruck og en muslimsk krønikeskriver myrdede eller forgiftede en af Batus brødre den store Khan Güyük, hvorefter Batu dræbte derefter den kejserlige udsending. Krønikens autencitet er dog ikke bekræftet af andre kilder.

## Möngke og Batu
Güyük Khans død i 1248 ledte til en intern magtkamp mellem de forskellige familier, og der opstod mulighed for at afsætte Ögödei-huset som mongolrigets herskere, og Batu var fast besluttet på at benytte sig af muligheden. Batu accepterede dog i første omgang, at Güyüks enke, Oghul Qaimish, overtog posten som rigets regent og overhoved. Möngke Khan søgte Batus støtte til at overtage titlen som Stor khan, og Möngke besøgte Batu i Batus rige.
Batu indkaldte i 1250 til en kurultai på sit eget territorium. Ögedeid- og Chagataid-familierne nægtede at deltage i en kurultai udenfor Mongolrigets centrale dele og deltog ikke. Den afholdte kurultai tilbød tronen til Batu Khan, der imidlertid ikke ønskede at tage titlen som Stor Khan. Han indstillede i stedet Möngke, som ledede en mongolsk hær i Rusland, det nordlige Kaukasus og Ungarn. Den afholdte kurultai erklærede herefter Möngke for ny Stor Khan, men beslutningen var af tvivlsom gyldighed, da den var afholdt langt fra rigets cetrum og uden deltagelse af flere magtfulde klaner. Batu sendte herefter under sine brødre og sin søns beskyttelse Möngke til rigets centrum for at indkalde til en ny kurultai i Kodoe Aral, der var beliggende i Mongolrigets centrum. Möngkes støtter inviterede Oghul Qaimish og andre højtstående Ögedeid- og Chagataid-fyrster til at deltage i kurultai, men de afviste alle invitationer og fastholdt, at efterkommere af Ögedei skulle være khan. Der blev dog gennemført en kurultai i 1251, der udråbte Möngke til Stor Khan af Det mongolske rige.
Efter valget af Möngke forsøgte Oghul Qaimishs to sønner at omstøde afgørelsen. Komplottet blev imidlertid opdaget, hvorefter den ene søn sendtes i exil i Kina og den anden søn blev henrettet. Oghul Qaimish blev ligeledes henrettet. og liget smidt i en flod.
I Vladimir allierede Storfyrst Andrej 2. sig med de rebelske fyrster fra det vestlige Rus', hvilket udløste Batus vrede. Batu sendte en straffeekspedition mod områderne omkring Vladimir. Andrej flygtede til Pskov og derfra videre til Sverige, men mongolerne plyndrede og nedbrændte flere byer i Kijevriget. Batu indsatte i 1252 Aleksandr Nevskij som ny storfyrste af Vladimir (dvs. den øverste russiske hersker). I 1256 modtog Batu Andrej i Saraj, hvor Andrej bad om tilgivelse, hvorefter han blev forsonet med Batu.
Under Möngkes regeringstid nåede Batus prestige som kongemager og vicekonge for de store khaner i vest sit højdepunkt. Ifølge en muslimsk krønikke havde Batu fri adgang til det kejserlige skatkammer.
Batu sendte en stor delegation fra Den Gyldne Horde for at deltage i Hulagus invasion af Mellemøsten. Imidlertid kunne Berkes overtalelse have tvunget ham til at udsætte for at styrke Hulagus styrke, uden at have mistanke om, at det ville resultere i at eliminere Jochid-overvægten der, i nogle år.
Batu, Möngke og andre fyrstelige linjer delte herredømmet over mongolernes områder fra Afghanistan til Tyrkiet. Batu overlod statens anliggender til sin søn, Sartaq, før han døde i 1255.
Da Batu og Batus søn Sartaq døde overtog Batus bror Berke Den Gyldne Horde. Berke var ikke indstillet på fred med sine fætre i de forskellige familielinjer, selvom Berke officielt accepterede den Store khans autoritet. I realiteten var Berke uafhængig hersker over den vestlige del af riget.